# 오메가 라비린스
오메가 라비린스(オメガラビリンス, Omega Labyrinth)는 2015년에 출시된 로그라이크 던전 크롤러 롤플레잉 비디오 게임으로, 매트릭스 소프트웨어에서 개발하고 D3 퍼블리셔에서 플레이스테이션 비타용으로 출시했다. 이 게임은 소녀들이 어떤 소원이든 들어줄 수 있다는 전설적인 "미의 성배"를 찾아 던전을 탐험하는 이야기를 담고 있다. 주인공 아케미야 아이나는 자신의 작은 가슴이 불편해 가슴을 키우기 위해 성배를 찾는다. 오메가 라비린스는 방대한 팬서비스 콘텐츠로 유명하며 2015년 11월 19일 일본에서 출시되었다.